# Stipa capensis
Stipa capensis là một loài thực vật có hoa trong họ Hòa thảo. Loài này được Thunb. miêu tả khoa học đầu tiên năm 1794.